# 扁平颗粒胶片
扁平颗粒胶片（Tabular-Grain）是一种使用扁平卤化银感光颗粒的胶片，最著名的有柯达的T-MAX胶片（使用柯达公司最初发明于1980年代的T-Grain乳胶技术，参见乔治·伊士曼），伊尔福的Delta系列胶片（核壳结晶技术，Shell-core crystal），以及富士软片的Neopan系列（SUFG技术，“超细颗粒”）。这种胶片中的卤化银颗粒被人为加工成比自然结晶更大、更为扁平的颗粒，更容易接收更多光照。因此在提高胶片感光能力的同时，不会增加乳胶中感光颗粒的数量，从而降低了胶片成像的颗粒度。对于高速摄影胶片是至关重要的技术。